# Evena angustatum
Evena angustatum is een vlinder uit de Nymphalidae. De wetenschappelijke naam van de soort is voor het eerst voorgesteld door Cajetan Freiherr von Felder en zijn zoon Rudolf Felder in een publicatie uit 1867.
Deze vlinder komt voor in de bossen van Guinee, Sierra Leone, Liberia, Ivoorkust, Ghana, Togo, Nigeria, Kameroen, Gabon, Centraal-Afrikaanse Republiek, Congo-Brazzaville, Congo-Kinshasa, Oeganda, Rwanda, Tanzania en Angola.